# Coenonympha mahometana
Coenonympha mahometana ist ein Schmetterling (Tagfalter) aus der Familie der Edelfalter (Nymphalidae), der im nordöstlichen Kasachstan vorkommt.

## Beschreibung
Das Männchen von Coenonympha mahometana hat eine rußbraune, das Weibchen eine kupferbraune Flügeloberseite. Die Hinterflügelunterseite ist ohne Ocellen, an deren Stelle befinden sich höchstens einige weiße Punkte. Die ganze Unterseite ist weiß bestäubt.

## Ähnliche Arten
- Rotbraunes Wiesenvögelchen (Coenonympha glycerion (Borkhausen, 1788))

## Verbreitung und Lebensweise
Coenonympha mahometana kommt in verschiedenen feuchten Biotopen von Wiesen entlang von Flüssen ab 1.200 Meter bis zu alpinen Matten in 3.500–3.700 Meter Höhe im Tian-Shan-Gebirge im Umland der Stadt Gulja (Kuldscha) vor. Die Falter fliegen von Juni bis Juli.

## Systematik
Coenonympha mahometana wurde von Sergei Nikolajewitsch Alferaki 1881 in dem Beitrag Lépidoptères du district de Kouldjà et des montagnes environnantes in den Horae Societatis entomologicae rossicae erstbeschrieben. Die Falter stammten aus dem Kunges-Tal in der Umgebung von Gulja und wurden in einer Höhe von 4.000–7000 Fuß gefangen.